# چوب‌بازی لری
چوب‌بازی یا تَرکه‌بازی (به لری: چوبازی)، از جمله بازی‌های سنتی در میان  مردم لُر به‌ویژه مردم بختیاری است. از چوبازی به عنوان محبوب‌ترین بازی سنتی در میان مردم لر یاد می‌شود.

## قوانین
تعداد بازیکنان چوب بازی دو نفر است و ابزار بازی شامل دو چوب یکی به طول تقریبی یک و نیم متر(دَرَک) و چوب دیگر کمی کوتاهتر از آنست(تَرکه). یکی از بازیکنان چوب بلندتر و نفر دیگر چوب کوتاهتر را به‌دست گرفته و مقابل یکدیگر به حمله و دفاع می‌پردازند. بازیکنان سعی می‌کنند هنگام بازی با آهنگ ساز و دهل یا ساز و نغاره نیز برقصند، فردی که چوب کوتاهتر را به‌دست دارد باید به دارنده چوب بلند حمله نماید و قبل از وارد نمودن ضربه به چوب وی ابتدا چند دور می‌رقصد و ناگهان به دارنده چوب بلند یورش می‌برد. دارنده چوب بلند نیز باید از خود دفاع نماید. حمله‌کننده هنگام یورش با صدای بلند فریاد می‌زند و سعی دارد با این کار روحیه حریف را تضعیف نماید. چوب باز باید تنها با چرخاندن چوب و نعره کشیدن و تهدید حریف (بدون وارد کردن ضربه به پای حریف) چوب بازی نماید.
حمله‌کننده هنگام یورش چوب را با دو دست پیش روی خود گرفته و هنگام کوبیدن بر چوب حریف آن را با دست خود می‌چرخاند و سپس با در نظر گرفتن پاهای او بر چوب وی ضربه وارد می‌آورد. بازیکن حمله‌کننده فقط یکبار حق زدن ضربه را دارد (چه به چوب حریف مقابل بزند چه نزند)، سپس بازیکنی که چوب بلندتر را دارد، چوب کوتاهتر را در دست گرفته و فرد دیگری چوب بلندتر را در اختیار می‌گیرد. بازی تا آخر به همین منوال ادامه می‌یابد، ضربه دارنده چوب کوتاه تر باید زیر زانو حریف باشد، اگر که ضربه بالا زانو باشد خطا محسوب می شود.
گاهی ممکن است یک زن یا یک مرد به چوب بازی بپردازند. به فردی که در کار چوب بازی مسلط و باتجربه است و می‌تواند بدون احساس خستگی چند دور میدان بازی را بچرخاند اصطلاحاً شیرین‌کار می‌گویند.

## مسابقات کشوری چوبازی
مؤسسه مردم نهاد عصرنوین با هدف زنده نگه داشتن واحیاء و حفظ این فرهنگ، برای اولین بار در تاریخ بختیاری بعد از تحقیقات گسترده و جلسات متعدد با صاحبان و پیشکسوتان این سنت بختیاری از تمام نقاط کشور سپس اقدام به برگزاری این بازی در قالب مسابقات قهرمانی کشور کرد که باعث جلب توجه بی نظیر هزاران نفر از مردم بختیاری و سایر اقوام گردید. این مسابقات تا کنون یک بار به میزبانی ایذه و یک بار هم در شهرستان مسجدسلیمان و به میزبانی این شهر برگزار شده‌است.

## ثبت ملی
سرپرست معاونت صنایع‌دستی اداره‌کل میراث فرهنگی، صنایع‌دستی و گردشگری چهارمحال و بختیاری از ثبت میراث معنوی «چوب بازی» در فرهنگ بختیاری استان در فهرست آثار ملی خبر داد و گفت: این اثر با شمارهٔ ۵۰۴ در فهرست آثار ملی به ثبت رسیده وی افزود چوبازی و قدمتی از به بلندای زندگی بختیاری‌ها در سرزمین بختیاری را شامل می‌شود.